# 小行星7743
小行星7743（英語：7743）是一颗围绕太阳公转的小行星。1986年5月2日，Copenhagen Observatory在霍尔拜克发现了此天体。
这颗小行星的绝对星等为102.77166等。